# アル＝カビーシー
アル＝カビーシー（al-Qabīṣī）は、10世紀後半のシリアあるいはイラク北部で活動した占星術師。
アブー・アル＝サクル・アブド・アル＝アジーズ・イブン・ウスマーン・アル＝カビースィー（Abū al-Ṣaqr 'Abd al-'Azīz ibn 'Uthmān al-Qabīṣī ; ,　أبو الصقر عبد العزيز ابن عثمان القبيصي、生年未詳-967年）は、10世紀イスラム世界の占星術師。判定占星術に関する彼の著作は、ルネサンス期のヨーロッパで何度もラテン語版が刊行された。ヨーロッパでは、むしろアルカビティウス (Alcabitius, Alchabitius)というラテン語名で知られる。
彼は現イラク領内のモースルまたはサーマッラーで生まれ、現スペイン領内のサラゴサで没した。彼の主著は、ハムダーン朝のスルタン Sayf al-Dawlah（在位916年頃-967年）に捧げられた『星辰の判定術の手引き』である。これは、判定占星術に関する名著として、中世からルネサンス期のヨーロッパで高く評価された。
13世紀には、セビーリャのヨハンネスによるラテン語訳の手稿が作成され、 "Alchabitii Abdilazi liber introductorius ad magisterium judiciorum astrorum"というタイトルで1473年に公刊された。1485年と1491年にも刊行され、しばしばザクセンのヨハンネス・ダンクによる注釈も併録された。1503年には、やはりダンクの注釈を併録したErhard Ratdolt版がヴェネツィアで刊行された。
1518年-1523年頃には、ピエール・チュレルが独自の補注を施したラテン語版を作成し、リヨンで出版している（これはガリカデジタル図書館（フランス国立図書館）で公開されている）。

## 関連文献
- (Charles Burnett, Keiji Yamamoto, Michio Yano (tr.)), Al-Qabisi (Alcabitius): The introduction to astrology: editions of the Arabic and Latin texts and an English translation, London : Warburg Institute, 2004